# تركي الصعيدي
تركي حاتم الصعيدي مواليد 25 فبراير 1992 في ، السعودية، هو لاعب كرة قدم سعودي يلعب في نادي النخل.

## مسيرة اللاعب
مثل سابقاً أندية الأنصار و الفيحاء و الحزم و البدائع و المجد وخيبر والنخل.